# Electroscincus
Electroscincus is een uitgestorven geslacht van hagedissen binnen de familie der Skinken, waarvan het het oudste gevonden fossiel is. Deze hagedis is gevonden in burmiet, barnsteen uit het midden-Krijt. Daarmee is deze fossiele soort ongeveer 99 miljoen jaar oud. De lichaamslengte, zonder staart, van deze hagedis wordt geschat op ongeveer 3 centimeter.